# Жиганск
Жиганск (рус. Жиганск; јакутски: Эдьигээн) село је, главно насеље Жиганског рејона Републике Јакутије у Русији. Жиганск се налази на левој обали Лене, која се улива у Лаптевско море.

## Историја
Жиганск је основан 1632. године донским казацима под водством Петра Ивановича Бекетова. Био је проглашен градом 1783. године и је сачувао овај статут до 1917. године. Од 1917. године је село (рус. сельское поселение).
Нема железнице, али постоје лука на реци Лени, аеродром. У Жиганску се налазе болница, дом културе (рус. дом культуры) и локална библиотека.

## Становништво
| 1959. | 1970. | 1979. | 1989. | 2002. | 2010. |
| ----- | ----- | ----- | ----- | ----- | ----- |
| 1.621 | 3.202 | 4.025 | 4.511 | 3.346 | 3.420 |